# Beilschmiedia acuta
Beilschmiedia acuta är en lagerväxtart som beskrevs av André Joseph Guillaume Henri Kostermans. Beilschmiedia acuta ingår i släktet Beilschmiedia och familjen lagerväxter. Inga underarter finns listade i Catalogue of Life.